# پنوم سانتوک
پنوم سانتوک (به لاتین: Phnom Santuk) یک کوه در کامبوج است که در Santuk District واقع شده‌است. پنوم سانتوک ۲۰۷ متر بالاتر از سطح دریا واقع شده‌است.